# Фондова біржа Ріо-де-Жанейро
22°54′08″ пд. ш. 43°10′27″ зх. д. / 22.9023° пд. ш. 43.17412° зх. д.
Фондова біржа Ріо-де-Жанейро (Bolsa de Valores de Rio de Janeiro, BVRJ) — друга за величиною фондова біржа Бразилії (після Bovespa у Сан-Паулу) і одна з найстаріших у країні.

## Історія
Відкрита 14 липня 1820, через три роки з моменту появи першої бразильської біржі в Салвадорі (Баїя), ще за португальського панування.
У часи імперії предметами угоди на біржі служили іноземна валюта, товари, худоба, оренда і фрахт суден і навіть раби. Була свідком та учасником усіх економічних та соціальних перетворень у країні, включаючи такі переломні моменти бразильської історії, як падіння монархії та заснування республіки.
Піка свого розвитку підприємство досягло в середині 1950-х - 1960-х. У цей час обсяг торгів акціями перевищив обсяг торгівлі держоблігаціями, з'явилися перші інституційні інвестори та перші професійні андеррайтери. Завдяки біржі Ріо-де-Жанейро, в 1962 створено перший бразильський фондовий індекс (IBV).
З часу свого заснування і до початку 1970-х залишалася найважливішою фондовою біржею Бразилії. Внаслідок біржового краху 1971 почала здавати свої позиції на користь Bovespa.
Після обвалу бразильського ринку в 1989 остаточно втратила роль провідної біржі в країні і в Латинській Америці, поступившись пальмою першості біржі в Сан-Паулу.
У 2000 торгівля акціями передана біржі Сан-Паулу; у свою чергу, BVRJ зосередилася на торгівлі державними цінними паперами.
У 2002 придбана холдингом BM&F.